# Growth - Terrore sotto la pelle
Growth - Terrore sotto la pelle è un film del 2010 diretto da Gabriel Cowan.

## Trama
Nel 1989 sull'isola di Cuttyhunk venne realizzato un esperimento consistente nello sviluppare speciali capacità fisiche e psichiche tramite l'impianto nell'organismo umano di alcuni parassiti. Ma l'esperimento si rivelò un insuccesso portando a morte tutti quelli coinvolti, fra cui la dottoressa Akerman. Vent'anni dopo, la figlia della dottoressa, si ritrova sull'isola dove morì la madre, per motivi di affari.

## Produzione
Nonostante il suo budget modesto, i produttori di Growth sono stati in grado di garantire oltre 150 riprese 3D CGI, riprese subacquee, riprese aeree e un'intera sequenza girata a Seoul, in Corea del Sud. Hanno anche filmato con la videocamera RED ONE 4K che gira a una risoluzione doppia rispetto al full 1080 HD e hanno girato il film quasi interamente sul posto a Martha's Vineyard , nel Massachusetts . [ citazione necessaria ]

## Rilascio
Anchor Bay Entertainment ha pubblicato Growth in DVD il 7 settembre 2010.
In Italia è stato distribuito in DVD dalla One Movie.

## Reception
Bloody Disgusting lo ha valutato 2,5 / 5 stelle e l'ha paragonato negativamente a Shivers , Splinter , Slither e Night of the Creeps .  Paul Pritchard di DVD Verdict lo definì "un film a basso budget imperfetto ma divertente" che, sebbene migliore della maggior parte dell'horror diretto al video, impallidisce in confronto a Shivers .  Annie Riordan di Brutal as Hell lo ha definito un film incoerente pieno di personaggi stereotipati e cliché.  Justin Felix di DVD Talk lo ha valutato con 3/5 stelle e ha scritto " Crescitaha alcuni problemi con il ritmo - e la credibilità, anche se dato il genere che è quasi scontato - nella sua sceneggiatura. Tuttavia, un cast forte (inclusa una performance particolarmente buona di Nora Kirkpatrick in un ruolo principale di supporto) e un abbondante caos di parassiti in CG rendono il film utile per il pubblico dell'orrore. "